# 福善寺 (鈴鹿市)
福善寺（ふくぜんじ）は、三重県鈴鹿市にある、真言律宗の仏教寺院。山号は　太一圓南山（たいちえんなんざん）。本尊は薬師如来。土師神社の別当寺であったという。

## 歴史
平安時代後期白河天皇（在位1073年 - 1087年）の勅により建立され、鎌倉時代に至り、興正菩薩の発願により再興し、真言律宗になったとされ、弘法大師も当寺へ訪れたことがあるといわれている。
興正菩薩は弘安6年（1283年）、この地に疫病が流行したとき、薬師如来と不動明王を修し、平癒させたと伝わる。また用水路の開発も行い、鈴鹿川より当寺を含め、近郷六村へ引かれ、「寺井」「六郷井」と呼ばれ、菩薩の功績とされている。

## 所在地
- 三重県鈴鹿市土師町449

## 年中行事
- 1月　初薬師
- 2月　節分豆まき
- 4月　春季永代経
- 5月　聖天大祭
- 9月　地蔵盆
- 10月　秋季永代経
- 12月　仏名会納薬師

## 近隣施設
- 土師神社
- 千代崎海水浴場

## アクセス
- 近鉄伊勢若松駅より西へ約1km
- 国道23号肥田町より東へ約1.5km